# 小行星5587
小行星5587（英語：5587）是一颗围绕太阳公转的小行星。1990年9月16日，亨利·E·霍爾特、J. A. Brown在帕洛马山发现了此天体。
这颗小行星的绝对星等为86.29327886812806等。